# アレクサンドリア砲撃
アレクサンドリア砲撃（アレクサンドリアほうげき、The Bombardment of Alexandria）は、反乱軍によって支配されたアレクサンドリアの要塞とイギリス地中海艦隊の間で、1882年7月11日から13日にかけて行われた砲撃戦。

## 背景
イギリスはナポレオン戦争中にエジプトを占領した。しかし、1807年にムハンマド・アリーの軍に破れ撤退した。1869年、フランスによって建設されたスエズ運河が完成し、名ばかりではあるがエジプトの統治者であるヘディーヴ（ムハンマド・アリー朝の君主のこと）のコントロール下におかれた。スエズ運河はイギリスとインドとの間の所要時間を数週間短縮し、エジプトに対するイギリスの関心が増加した。イギリスはスエズ運河会社のヘディーヴ分の株を購入し、運河の共同所有者となった。エジプト人たちが運河の取り扱いを誤ったため、イギリスとフランスの関心はまだ名目上はオスマン帝国の支配下であったエジプトを共同統治領とすることに向いた。エジプト人の愛国心が刺激され、1881年のエジプト軍による反乱の後、1882年2月には政府は完全にウラービー・パシャの支配下に置かれた。反乱は、外国人やコプト正教会の過剰な影響力に対する恨みを表していた。
ウラービーはミリシアを組織してアレクサンドリアに入った。一方、ヨーロッパ列強の外交団はイスタンブールに集ってヘディーヴの復権について議論し、英仏艦隊にアレクサンドリアへ向かうよう命令が出された。エジプト人は兵力の増強と要塞の強化を始めた。イギリス庶民院は、一時的に海峡艦隊から何隻かマルタへ向かわせビーチャム・シーモア提督の指揮下に入れた。
5月20日、イギリス艦インヴィンシブル、フランス艦ラ・ガリソニエールと砲艦4隻からなる英仏艦隊がアレクサンドリアに到着した。6月5日までにさらに6隻がアレクサンドリア港に入り、沖にも艦艇が展開していた。
外国艦隊の存在はウラービー軍と外国人やキリスト教徒との間の緊張を高めた。6月11日、12日、反キリスト教徒による暴動が発生した。この暴動は、ヘディーヴによってウラービーの信用を失わせるために起こされたものであるとか、外国人攻撃を決心していたウラービー軍によって起こされたなどと報道された。Place Mehmet Ali付近で発生した暴動で50人以上のヨーロッパ人と125人のエジプト人が殺された。
これに対するヨーロッパ各国の反応はすばやかった。避難者がアレクサンドリアから逃げると、ヨーロッパ各国の26隻以上の艦船が港内に集結した。7月6日までにエジプト人以外はほぼアレクサンドリアから逃げ出した。守備隊は、シーモアが「作業をやめなければ砲撃する」との最後通牒を発するまで要塞や塔の強化を続けた。同日、フランスのConradはシーモア提督に対し、イギリス軍による砲撃が行われるときはフランス艦隊はポートサイドへ向かい砲撃には参加しないということを伝えた。
最後通牒は無視され、7月11日午前7時に期限を迎えた。

## 戦闘
1882年7月11日午前7時、インヴィンシブル座乗のシーモア提督は、アレクサンドラに対しラス・エル・ティン要塞への攻撃開始の信号を送った。続いて敵砲台に対する攻撃命令が出された。砲撃は沖の部隊により行われ、イギリス艦は時々向きを変えながら砲撃を続けた。だがあまり効果が上がらなかった。9時40分からはサルタン、スパーブ、アレクサンドラが灯台要塞の沖に投錨しラス・エル・ティンへ砲撃を集中した。要塞側も主にアレクサンドラに命中弾を与えた。だが、12時30分、インフレキシブルが攻撃に加わり砲台は沈黙した。一方、テメレーアはメックス要塞を攻撃して損害を与えたが、座礁した。砲艦コンドルが救助に向かい、テメレーアは離礁して砲撃を続けた。これらの艦が遠距離から砲撃を行う一方、モナーク、ペネロピ、コンドルはMaza-el-Kanatの要塞とマラボー要塞へ接近して攻撃するよう命じられた。インヴィンシブルがマラボー要塞の射程内にいるのを見たコンドルは、要塞から1200フィート以内に接近して激しい砲撃を行い、要塞の大砲を破壊した。
メックス要塞が沈黙すると、スルタンはインヴィンシブルにアダ要塞攻撃の信号を送り、インヴィンシブルはテメレーアと共に攻撃をおこなった。1時30分、スパーブの放った砲弾がアダ要塞の弾薬を爆発させ、砲台は炎上した。この頃、イギリス艦隊では弾薬が不足してきていた。しかし、アダ要塞から西の砲台はほぼ沈黙させられていた。スパーブ、インヴィンシブル、テメレーアは残った東側の要塞に5時15分まで攻撃をおこなった。そこで、攻撃停止の命令が出された。
翌日、要塞を偵察していたテメレーアが、ホスピタル砲台が復旧されているのを発見した。午前10時30分、テメレーアとインヴィンシブルが砲撃を始めた。10時48分、砲台は白旗を揚げた。すぐにエジプトのボートが白旗を掲げて旗艦へ向かい、砲撃中止が命じられた。午後2時50分頃、ビターンから交渉は失敗に終わり砲撃が再開されたとの信号が送られた。それでも多くの砲台には白旗が掲げられていたが、イギリス艦隊の不規則な砲撃が開始された。午後4時ごろ沿岸部で火災が発生し、夕方までには炎は主にヨーロッパ人が住んでいた地域に広がった。火災はその後2日間続いた。
シーモア提督は兵員を上陸させず、7月14日になってイギリス軍がアレクサンドリアに上陸した。

## その後
アレクサンドリアではその後数日間火災が続き、街は混乱して無法状態となり、ベドウィンによる街の略奪を許すこととなった。脆弱なヘディーヴの政府を支える一方、廃墟となった街を掌握し略奪を防ぐためにイギリス軍が上陸した。秩序が回復し、1ヵ月後にはGarnet Wolseley将軍の大部隊がアレクサンドリアに上陸しウラービー攻撃に向かった。ウラービー革命後、エジプトはイギリスの保護国となり、それは1922年まで続いた。